# Acer album
Acer album é uma espécie de árvore do gênero Acer, pertencente à família Aceraceae.